# 알프스 소녀 하이디
《알프스 소녀 하이디》(Heidi: Girl Of The Alps)는 일본에서 제작된 다카하타 이사오 감독의 1974년 애니메이션 시리즈이다. 요하나 슈피리의 작품인 스위스의 소설 하이디(1880년)에 기반을 둔다.
1974년 1월 6일부터 1974년 12월 26일까지 후지 TV에서 총 52화로 방영되었다. 대한민국에서는 1976년부터 1977년까지 MBC에서 방영되었다.

## 캐스팅

### 일본어 캐스팅
- 스기야마 카즈코 - 하이디
- 미야우치 코헤이 - 암 오히
- 오하라 노리코 - 피터
- 시마 미야코 - 누나미 테루에
- 요시다 리호코 - 클라라 세세만
- 아소 미요코 - 미스 로텐메이어
- 키모츠키 카네타 - 세바스찬
- 스즈키 타이메이 - 세세만

## 방영목록
- 제1화 아름산으로
- 제2화 할아버지의 오두막집
- 제3화 목장에서
- 제4화 아기방울새
- 제5화 이모의 편지
- 제6화 귀뚜라미
- 제7화 전나무소리
- 제8화 떠나간 방울새
- 제9화 흰눈덮인 아름산
- 제10화 눈보라가 치던날
- 제11화 봄의 소리
- 제12화 슬픈소식
- 제13화 다시 목장으로
- 제14화 귀여윤 염소 하얀눈
- 제15화 멜푸리 마을
- 제16화 새로운 세계
- 제17화 찾아온 손님
- 제18화 이별
- 제19화 프랑크푸르트로
- 제20화 새로운 생활
- 제21화 자유롭게 날아라
- 제22화 머나먼 아름산
- 제23화 귀여운 아기고양이
- 제24화 불쌍한 아기고양이
- 제25화 흰방
- 제26화 착한아이
- 제27화 클라라의 할머니
- 제28화 숲으로 가자
- 제29화 두갈래의 마음
- 제30화 그리운 햇빛
- 제31화 할머니와의 이별
- 제32화 사나운 날밤에
- 제33화 클라라와의 이별
- 제35화 그리운 고향산으로
- 제36화 아름산의 별하늘
- 제37화 페터 힘내라
- 제38화 아기염소
- 제39화 새로운 집에서
- 제39화 썰매타기
- 제40화 그리운 아름산
- 제41화 의사선생님과의 약속
- 제42화 클라라와의 재회
- 제43화 클라라의 소원
- 제44화 조그마한 계획
- 제45화 꽃밭에 간 클라라
- 제46화 클라라의 행복
- 제47화 어서오세요 클라라할머니
- 제48화 조그마한 희망
- 제49화 하나의 맹세
- 제01화 용기를 내자
- 제51화 클라라의 기적
- 제52화 다시 만날때까지(최종회)